# أستاذ زائر
الأستاذ الزائر في العالم الأكاديمي يعرف الزائر بأنه تعاون بين مؤسسة تعليمية، وأستاذ الذي يقوم بزيارة الجامعة بهدف التدريس (أستاذ زائر)؛ إما إذا حاضر فيكون محاضرا زائرا. وغالبا ما يكون المنصب محددا بعقد قد يكون لمدة عام واحد قابل للتمديد.